# Hoge heerlijkheid van Purmerend, Purmerland en Ilpendam
De hoge heerlijkheid Purmerend, Purmerland en Ilpendam dateert van 1410. Het gebied besloeg ongeveer de oppervlakte van de huidige gemeente Purmerend en delen van de gemeenten Landsmeer (Purmerland) en Waterland (Ilpendam).

## Geschiedenis
Op 4 november 1410 verhief graaf Willem VI van Holland Willem Eggert tot heer van de nieuwe hoge heerlijkheid Purmerend en ambachtsheer van Purmerland en Ilpendam. De drie Purmerbannen Purmerend, Purmerland en Ilpendam waren al sinds de 13e eeuw zelfstandige rechtseenheden met een eigen schout en schepenbank. In de bannen Purmerland en Ilpendam verkreeg Eggert alleen de lage- of ambachtsheerlijkheid. De berechting van zware misdaden bleef hier een taak van de baljuw van Waterland, terwijl hij in Purmerend ook de hoge rechtsmacht onafhankelijk uitoefende. Het was deze juridische autonomie die de basis vormde voor de opbloei van Purmerend tot stedelijke nederzetting.
Op 4 november 1582 werden de stad Purmerend en de in 1517 met Purmerend samengevoegde buurtschap Neck losgemaakt uit het rechtsverband van de Purmerheerlijkheid en geannexeerd door de Hollandse grafelijkheid, die bij de aanvang van de Opstand tegen Filips II in 1572 onder bewind van de Staten van Holland was gebracht. De rechten van de vroegere heren van Purmerend werden ondergebracht bij de Grafelijkheids Rekenkamer van de Domeinen. De rekenkamer benoemde de kastelein, en (uit een dubbelnominatie door de vroedschap) de burgemeesters en schepenen. Hoewel de definitieve afwikkeling van de Egmondse boedel nog tot 1626 op zich zou laten wachten, maakte Purmerend vanaf 1582 als grafelijke stad formeel deel uit van de Staten van Holland. Als 19e en laatst stemmende lid van de vergadering van de Staten van Holland, was de stad voortaan deelhebber in het soeverein gezag van de vorst, dat de Staten zich in 1572 hadden toegeëigend.
De rechtsbannen Purmerland en Ilpendam, waar de heren van Purmerend alleen de lage of ambachtsheerlijke rechten hadden uitgeoefend, bleef tot 1610 onder beheer van de Rekenkamer. Toen in 1610 een deel van de failliete Egmondse boedel werd verkocht, bracht Purmerend een bod van 4000 gulden uit. De nabijgelegen steden Edam en Monnickendam, bevreesd voor gebiedsuitbreiding door het concurrerende Purmerend, brachten echter een hoger bod uit en kregen de heerlijkheid in bezit. In 1618 verkochten de steden de 'heerlijkheden Purmerland en Ilpendam aan Volkert Overlander.

## Zie verder
- Lijst van heren van Purmerend, Purmerland en Ilpendam
- Slot Ilpenstein
- Slot Purmersteijn